# Angraecyrtanthes
× Angraecyrtanthes, (abreviado Ancyth) en el comercio, es un híbrido intergenérico entre los géneros de orquídeas Aeranthes × Angraecum × Cyrtorchis. Fue publicado en Orchid Rev. 99(1175): cppo: 10 (1991).